# Alexander Dmitrijewitsch Dolgow
Alexander Dmitrijewitsch Dolgow (russisch Александр Дмитриевич Долгов, englische Transkription Alexander Dolgov; * 1. Juli 1941) ist ein russischer Physiker, der sich insbesondere mit Kosmologie des frühen Universums und Astroteilchenphysik befasst.
Dolgow machte 1964 seinen Abschluss am Moskauer Institut für Physik und Technologie (MPTI) in experimenteller Kernphysik und war dann am Institut für Theoretische und Experimentelle Physik (ITEP), wo er 1969 promoviert wurde (Symmetrien in der elektromagnetischen und schwachen Wechselwirkung) und sich 1982 habilitierte (russischer Doktortitel, Kosmologie und Elementarteilchen). 1970 wurde er Senior Forscher am ITEP und 1984 leitender Wissenschaftler. Ab 1996 war er Professor in Kopenhagen am Zentrum für Theoretische Astrophysik (TAC, bei Igor Dmitrijewitsch Nowikow) und ab 2000 am nationalen italienischen Kernforschungsinstitut (INFN) in dessen Sektion Ferrara. Seit 2006 ist er Professor an der Universität Ferrara.
Er war Gastprofessor in Lissabon und Dortmund.
Er befasste sich zunächst mit Quantenfeldtheorie und Elementarteilchenphysik und später vor allem mit der Kosmologie des frühen Universums und den Verbindungen zur Teilchenphysik. Er untersuchte die Auswirkung von Neutrinooszillationen auf die Elemententstehung im Big Bang, gab obere Grenzen für Neutrinomassen aus der Kosmologie und untersuchte Mechanismen der Baryogenese und Antimaterie im Universum. Er sagte früh die Möglichkeit einer Dunklen Energie vorher.
1996 erhielt er den Landau-Weizmann-Preis für theoretische Physik am Weizmann-Institut. 2009 erhielt er den Bruno-Pontecorvo-Preis, 2011 den Friedmann-Preis und 2014 den Markow-Preis.
Er ist verheiratet und hat zwei Kinder.

## Schriften
- mit Zeldovich Cosmology and Elementary Particles, Reviews of Modern Physics, 1981, S. 1–41
- Non GUT baryogenesis, Physics Reports, Band 222, 1992, S. 309
- Problems of vacuum energy and dark energy, 18. Rencontre de Physique Vallee de Aosta, 2004, Arxiv
- Kosmologie des frühen Universums, MGU Publishers, Moskau 1988 (russisch)
- Basics of Modern Cosmology, Edition Frontier, Paris 1990
- Introduction to cosmology, ITEP Winter School 2009
- Cosmology and New Physics, 34. ITEP Winter School 2006
- Cosmology at turn of centuries, 2003
- Big Bang Nucleosynthesis, Nucl. Phys. Proc.Suppl. 110 (2002) 137-143
- Baryogenesis- 30 years after, Preprint 1997
- Neutrinos in Cosmology, Physics Reports, Band 370, 2002, S. 333–535